# Frode Thingnæs
Frode Thingnæs, né le 20 mai  1940 à   Nore et mort le 15 novembre  2012 à Oslo, est un compositeur de jazz,  arrangeur, chef d'orchestre et tromboniste norvégien. 
À 8 ans il  commence à jouer de la trompette dans l'orchestre d'école de  Sinsen. En 1953, il passe au trombone. 
À partir de 1959, Thingnæs joue dans des orchestres dirigés par Bjørn Jacobsen, Gunnar Brostigen, Mikkel Flagstad et Kjell Karlsen. 
Il a contribué aux releases d'Egil Kapstad, Terje Rypdal, Laila Dalseth, Espen Rud, Bjørn Alterhaug et Per Husby. Il est  maître de chapelle au théâtre  de revue norvégien célèbre, "Chat Noir"  et a dirigé l'Orchestre de la Radio norvégienne.
En collaboration avec Philip Kruse  Thingnæs écrit la musique pour les entrées  norvégiennes de l'Eurovision Song Contest  Hvor er Du? (1974) et "Mata Hari" (1976), tous deux interprétées par son ex-épouse, Anne-Karine Strøm.
Frode Thingnæs a également mené et a été un membre  de la "Defense Marching Orchestra" (FSMK) et depuis plus de 30 ans, il a mené en Norvège la plus médiatisée des  orchestres   janissaires, le "Kampen Janitsjarorkester". 
D'autres collaborations dans la musique pop incluent Wenche Myhre, Lill Lindfors et Svante Thuresson. Pour un certain nombre d'années Thingnæs travaille avec  Einar Schanke, Alfred Næss et Yngvar Numme . Il a composé beaucoup. Ses œuvres les plus connues sont  Wheels et le ballet Flåklypa (1985) à l'Opéra National de Norvège. Il a formé  aussi le quintette  de jazz "Frode Thingnæs Kvintett".  Le quintette  gagne le Spellemannprisen  pour jazz en 1980.